# 短肋薄羅蘚
短肋薄羅蘚（学名：Leskea subacuminata）为薄羅蘚科薄羅蘚屬下的一个种。